# Ulivina elliptica
Ulivina elliptica is een soort in de taxonomische indeling van de Myzozoa, een stam van microscopische parasitaire dieren. Het organisme komt uit het geslacht Ulivina en behoort tot de familie Lecudinidae. Ulivina elliptica werd in 1891 ontdekt door Mingazzini.